# Василиј Кричевски
Василиј Григорович Кричевскиј (укр. Василь Григорович Кричевський; 12. јануар 1873 — Каракас, 15. новембар 1952) био је украјински сликар, архитекта, академик, графичар, консултант за филмску уметност, педагог и мајстор примењене уметности и декоративне уметности. Он је дизајнер украјинског грба, државних печата, новчаница из 1918. године. Био је брат украјинског сликара Федира Кричевског.

## Биографија
Василиј Кричевски је рођен у селу Ворожба, близу Лебедина, у породици са осморо деце. Био је најстарије дете. Његов отац Григориј Јакимович Кричевски био је окружни државни лекар јеврејског порекла који је прешао у православно хришћанство и оженио се Украјинком Прасковијом Грихоривном.
Кричевски је био слабо формално образован, али је био дубоко заинтересован за украјински фолклор и историју уметности. Током Првог светског рата био је један од оснивача и ректора Украјинске државне академије уметности. Током 1920-их предавао је на Кијевском архитектонском институту. Међу студентима је био Јосиф Каракис, који је учио од Кричевског „Унутрашњост стамбених и јавних зграда” као и сликарске технике. Затим је предавао у Одесској уметничкој школи и радио је на архитектонском одељењу Кијевског државног уметничког института до 1941.
Кричевски се преселио у Лавов 1943. где је постављен за ректора нове украјинске уметничке школе, која је на крају постала Лавовска национална академија уметности. После Другог светског рата, кратко је живео у Паризу пре него што је емигрирао у Јужну Америку 1948. Умро је у Каракасу, главном граду Венецуеле, 15. новембра 1952. године.

## Уметничка каријера
Кричевски је први пут стекао јавно признање 1903. године када је победио на архитектонском конкурсу за изградњу зграде Полтавског земства (данас Полтавски регионални студијски музеј). Његов дизајн зграде био је заснован на традицији украјинске народне архитектуре.
Као сликар створио је укупно око 3000 слика, цртежа, орнамената, корица књига. Његов уметнички рад је био под утицајем француског импресионизма.
Кричевски је на захтев председника Михаила Хрушевског дизајнирао државне амблеме и печате Украјинске Народне Републике као и новчанице националне валуте. Кричевски је био колекционар украјинске народне уметности и промовисао је такве рукотворине међу обичним људима. Такође је сакупљао украјинску народну уметност.
Од 1907. до 1910. године, Кричевски је дизајнирао сценографије и костиме за преко 15 представа и опера. Од 1917. до 1918. сарађивао је са Украјинским народним позориштем.
Неки од његових радова су заступљени у колекцијама у иностранству; највећи број радова  се налази у Украјинском музеју у Њујорку.

## Галерија
- Зграда управеПолтавске губерније, 1903.
- Грб Украјине, 1917.
- Новчаница од двегривне, 1918.
- Ролит зграда писаца, заједно саПетром Костирком
- Зграда у Полтави, 1916.
- Музеј Шевченка, 1928.
- Зграда Шчитковског, 1908.
- Стамбена зграда, Кијев

## Литеретура
- Юнаков, О. (2016). Архитектор Иосиф Каракис. Алмаз. ISBN 978-1-68082-000-3.